# Unió de ciutats taurines franceses
La Unió de ciutats taurines franceses (Union des villes taurines françaises, UVT) és una associació segons la llei francesa de 1901 creada a Arles, al departament de Boques del Roine, el 1966. S'encarrega de garantir l'aplicació del reglament taurí municipal amb l'objectiu d'assegurar la defensa i salvaguarda de les corregudes de toros amb mort de l'animal i evitar abusos en la presentació dels toros de lídia.

## Presentació
Aquesta associació està presidida per l'alcalde de la ciutat de Baiona.
A França, l'única reglamentació sobre la corrida les prohibeixen en principi i només ho permeten per excepció. No existeix cap llei similar a la Llei 10/1991, de 4 d'abril, sobre Potestats Administratives en matèria d'espectacles taurins d'Espanya. Algunes associacions demanen la creació d'una «Federació taurina francesa», igual que les federacions esportives. Sembla poc probable que aquesta federació pugui sorgir. Qualsevol regulació escrita només pot ser d'origen municipal.
Durant molt de temps, França aplicava habitualment el Reglament dels espectacles taurins espanyol. El 1972, la Unió de ciutats taurines franceses (UVTF) va establir un reglament, el Reglament de la Unió de les ciutats taurines franceses, inspirat en gran manera per la normativa espanyola i va convidar els seus membres a fer-lo obligatori al seu territori, per decret municipal. Tot això no ho ha fet, però en aquestes comunitats, així com a les ciutats taurines que no són membres de la UVTF, aquesta regulació s'aplica habitualment. Es pot llegir a gairebé tots els llibres en francès dedicats a la tauromàquia, així com a les revistes taurines, a les pàgines taurines dels diaris regionals; tots es refereixen a aquesta aplicació.

## Ciutats adherides
Les ciutats taurines adherides a la UVTF són: Aira, Alèst, Anhan, Arle, Arrion, Baiona, Besiers, Bèucaire, Bojan, Capsiuts, Carcassona, Castèu-rainard, Ceret, Dacs, Eusa, Forcas, Frejús, Gamarda, Garlin, Hagetmau, Istre, La Brèda, La Guingueta d'Ix, Latas, Lei Santas, Lo Grau dau Rèi, Lo Hogar, Lo Mont, Lunèl, Magesc, Mamisan, Mauguòu, Millars, Mugron, Ortès, Palavàs, Parentias, Peròus, Riumas, Ròcahòrt, Sant Geli, Sant Martin de Crau, Sent Perdon, Sent Sever, Sent Vincenç de Tiròssa, Tarascó, Vauvèrd, i Vic de Fesensac.
Les ciutats taurines que no formen part de la UVTF: Aramon, Aimargues, Bèlagarda, Boga, Gimont, Hloirac, Méjanes, Nimes, Soston, i Vilanava de Marçan.